# Captain Clegg
Captain Clegg  (Brasil: A Patrulha Fantasma ) é um filme britânico de 1962, produzido pela Hammer, dos gêneros aventura, drama e horror, dirigido por Peter Graham Scott, roteirizado por John Elder, música de Don Banks.

## Sinopse
Inglaterra, século 18, um capitão chega a uma vila para investigar o contrabando local, assombrado por uma horda de cavaleiros fantasmas, suas suspeitas recaem sobre o vigário, que revela-se um temido e cruel pirata.  

## Elenco
- Peter Cushing ....... Reverendo Dr. Blyss
- Yvonne Romain ....... Imogene
- Patrick Allen ....... Capitão Collier
- Oliver Reed ....... Harry Cobtree
- Michael Ripper ....... Jeremiah Mipps
- Martin Benson ....... Mr. Rash
- David Lodge
- Derek Francis ....... Anthony Cobtree
- Daphne Anderson ....... Mrs. Rash
- Milton Reid ....... o mulato
- Jack MacGowran ....... homem aterrorizado
- Terry Scully ....... Marinheiro Dick Tate
- Sydney Bromley ....... Velho Tom Ketch
- Peter Halliday ....... Marinheiro Jack Pott
- Rupert Osborne ....... Gerry (como Rupert Osborn)